# Сююбьет, Жоэль
Жоэ́ль Сююбье́т (фр. Joël Suhubiette; род. 1962) — французский дирижёр.
Изучал вокал, теорию и историю музыки в Тулузской консерватории. С середины 1980-х годов пел в «Les Arts Florissants» Уильяма Кристи и в хоровых коллективах Филиппа Херревеге — «Королевской капелле» и Collegium vocale de Gand, в 1990—1998 годах — ассистент Херревеге в обоих ансамблях. Одновременно в 1993 году он принял руководство вокально-инструментальным ансамблем старинной музыки «Ансамбль Жака Модерна» (фр. Ensemble Jacques Moderne), базирующимся в Туре, а в 1997 году основал камерный хор «Стихии» (фр. Les Éléments), в 2006 году удостоенный премии Виктуар де ля мюзик как лучший вокальный коллектив Франции.
С 1998 года ежегодно принимает участие в музыкальном фестивале в городе Сен-Сере, дирижируя церковной музыкой Вольфганга Амадея Моцарта. В меньшей степени занят в оперных постановках, однако в 1999 году осуществил французскую премьеру оперы Курта Вайля «Серебряное озеро», а с 2003 года постоянно сотрудничает с оперой Дижона.
С «Ансамблем Жака Модерна» Сююбьет записал кантаты Дитриха Букстехуде, «Реквием» Эсташа Дю Корруа, мотеты Франсуа Реньяра, Джованни Бассано, Жана Мутона, Франсиско Герреро и Марко да Гальяно, оратории Джакомо Кариссими «Иевфай» и «Иона». С хором «Стихии» работает преимущественно над музыкой современных французских композиторов.